# Grafenmühle (Thannhausen)

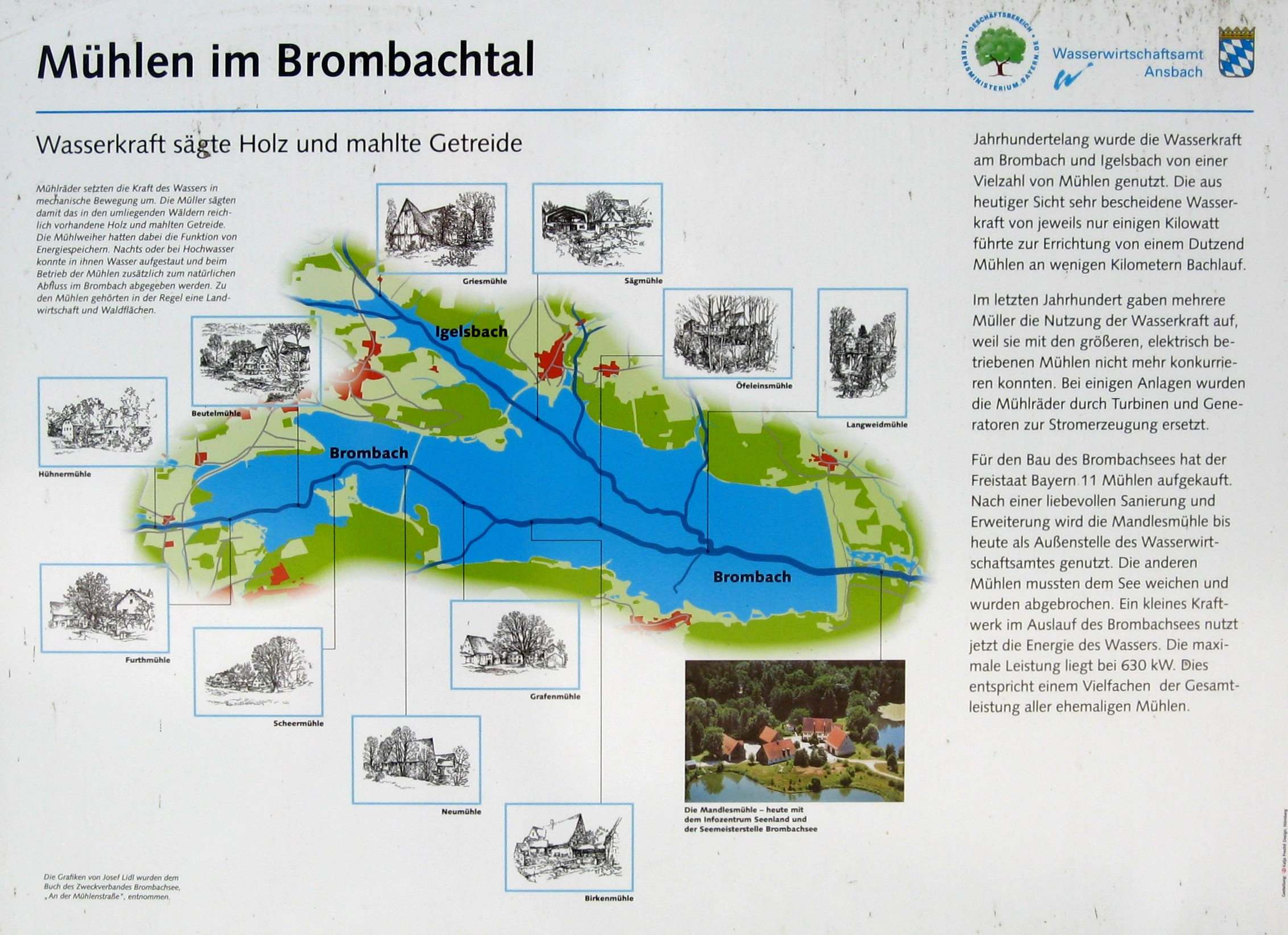
Infotafel am Nordufer des Brombachsees zu den abgegangenen Mühlen

Die Grafenmühle ist ein abgegangener Gemeindeteil der ehemaligen Gemeinde Thannhausen im früheren mittelfränkischen Landkreis Gunzenhausen. Heute gehört das Gebiet zur Gemeinde Pfofeld im Landkreis Weißenburg-Gunzenhausen.

## Lage
Die Mühle lag am Brombach südöstlich von Absberg und nordwestlich von Ramsberg im Bereich des heutigen Großen Brombachsees. Benachbarte, ebenfalls durch den Bau des Stausees abgegangene Brombach-Mühlen waren die  Neumühle und die Birkenmühle.

## Geschichte
Der Ortsnamenforscher Robert Schuh erklärt den Mühlennamen als „Mühle des/der Grafen (von Hirschberg).“ Sollte sich der Mühlenname tatsächlich auf die Hirschberger Grafen beziehen, müsste die Mühle bereits vor 1305, dem Jahr des Aussterbens der Hirschberger mit Graf Gebhard VII., bestanden haben. Sie wird jedoch erstmals 1397 erwähnt, als am 26. Dezember dieses Jahres Ritter Heinrich Schenk von Geyern und seine Ehefrau Dorothea, geb. von Seckendorff, unter anderem die „Graffen Mül gelegen an der Brömbach“ und den dazugehörenden Weiher an die Deutschordenskommende Ellingen verkauften.
Nach einem Beleg von 1608 war die Mühle dem Deutschen Orden in Ellingen vogt- und gültbar; die Fraisch allerdings war nach einem Beleg von 1612 zwischen dem Deutschen Orden und dem markgräflich-ansbachischen Amt Gunzenhausen strittig. Für 1732 erfährt man, dass die „Gräffen Mühl“ nach Absberg gepfarrt ist und der Zehnt der dortigen Pfarrei gehört; die Vogtei inner Ettern wird vom Deutschen Orden in Ellingen wahrgenommen, während die hohe Fraisch nunmehr eindeutig beim markgräflichen Oberamt Gunzenhausen liegt.
1792 wurde die Einöde mit dem Markgrafentum Ansbach preußisch. 1803 riss ein Hochwasser die Mühle weg; 1804 wurde sie wieder aufgebaut. Jetzt, am Ende des Heiligen Römischen Reichs ging die Grafenmühle mit dem ehemaligen Fürstentum Ansbach infolge des Reichsdeputationshauptschlusses 1806 an das neue Königreich Bayern über, wo die Einöde im Landgericht/Rentamt Gunzenhausen ab 1808 dem Steuerdistrikt Absberg, ab 1811 der Ruralgemeinde Absberg und ab 1818 der Ruralgemeinde Thannhausen eingegliedert war.
Die Grafenmühle war bis ins 20. Jahrhundert mit vier Wasserrädern ausgestattet; drei Räder trieben Mahlwerke an, ein Rad eine Sägemühle. 1928 erwarb die Familie Bayerlein die Mühle und ersetzte die Mühlenräder durch eine Turbinenanlage zur Stromgewinnung. In den 1970er/1980er Jahren übernahm der Bayerische Staat das Anwesen zum Bau des Großen Brombachsees und riss die Mühle ab. Ein neu geschaffenes Niedermoor als ökologische Ausgleichsfläche wurde als Naturschutzgebiet Grafenmühle benannt.

### Einwohnerzahlen
- 1818: 12 Einwohner[10]
- 1824: 12 Einwohner, 1 Anwesen[10]
- 1867: 9 Einwohner, 3 Gebäude[11]
- 1929: 5 Einwohner[12]
- 1950: 13 Einwohner, 1 Anwesen[10]
- 1979: 7 Einwohner[6]
- 1961: 7 Einwohner, 1 Wohngebäude[13]